# Giovanna Aldegani
Giovanna Aldegani, född 7 december 1976, är en italiensk bågskytt. Hon deltog vid olympiska sommarspelen 1996.